# Moscou, mon amour
Pour plus de détails, voir Fiche technique et Distribution.
Moscou, mon amour (Москва, любовь моя) est une comédie romantique soviéto-japonaise réalisée par Alexandre Mitta et Kenji Yoshida (ja), sortie en 1974. 
Le titre du film est une référence au film Hiroshima, mon amour d'Alain Resnais.

## Synopsis
Yuriko, une jeune Japonaise, est venue à Moscou pour étudier l'art du ballet. L'amour d'un sculpteur moscovite et une victoire au concours de fin d'études de l'école du théâtre Bolchoï apportent le bonheur à Yuriko. Mais elle est née à Hiroshima, et elle est atteinte de leucémie. Au petit matin du 6 août 1945, un bombardier américain B-29 « Enola Gay », du nom de la mère du commandant de l'équipage, le colonel Paul Tibbetts, largue sur la ville japonaise d'Hiroshima une bombe atomique « Little Boy », équivalente à 13 à 18 kilotonnes de TNT.

## Fiche technique
- Titre français : Moscou, mon amour[1]
- Titre original : Москва, любовь моя[2],[3],[4],[5]
- Titre japonais : モスクワわが愛
- Réalisation : Alexandre Mitta, Kenji Yoshida (ja)
- Scénario : Alexandre Mitta, Tasiuki Kasikura, Edvard Radzinsky
- Photographie : Vladimir Nakhabtsev (ru)
- Montage : Nadejda Veselovskaïa
- Musique : Boris Tchaïkovski
- Décors : Yuri Kladiyenko
- Société de production : Mosfilm, Tōhō
- Pays d'origine :  Union soviétique -  Japon
- Langues originales : russe, japonais
- Format : couleurs - 1,37:1 - 35 mm
- Genre : comédie romantique, comédie dramatique
- Durée : 95 minutes
- Dates de sortie :
  - Japon : 29 juin 1974
  - Russie : 21 octobre 1974

## Distribution
- Komaki Kurihara : Yuriko
- Oleg Vidov : Volodia
- Masami Shimojo : l'amie de Yuriko
- Valentin Gaft : le chorégraphe
- Tatiana Golikova (ru) : Tania
- Ielana Dobronranova (ru) : Ielena Nikolaïevna
- Ivan Dykhovitchny : Kolia, le tueur